# Spekulacja
Spekulacja – jeden z motywów transakcji kupna-sprzedaży. Celem spekulacji jest osiągnięcie określonego dochodu (zysku) poprzez wykorzystanie przewidywanych zmian cenowych. Przedmiotami transakcji tych są najczęściej instrumenty finansowe, dobra materialne lub nieruchomości.
Cechą spekulacji, w odróżnieniu np. od klasycznych strategii arbitrażu, jest podejmowanie ryzyka. Ponieważ podstawową funkcją rynków finansowych jest transfer ryzyka, istnienie inwestorów spekulacyjnych jest niezbędne dla ich prawidłowego funkcjonowania. Przejmują oni bowiem ryzyko od uczestników rynku pragnących się go pozbyć (zabezpieczyć przed ryzykiem). Zwiększają także płynność rynków.
Okresowo, ze względu na czynniki behawioralne (takie jak chciwość i strach), spekulacja może jednak przyczyniać się do pogarszania efektywności wyceny (spekulacja destabilizująca).
Na polu religijnym i moralnym spekulacja jest postrzegana negatywnie jako zachowanie egoistyczne, ponieważ może spowodować poważne szkody dla realnej gospodarki i wspólnego dobra.

## Atak spekulacyjny
Szczególną formą spekulacji są walutowe ataki spekulacyjne. Schemat udanego ataku tego rodzaju jest następujący:
- inicjator ataku (spekulant) wyszukuje państwo, którego aktualna sytuacja makroekonomiczna lub polityczna jest źródłem istotnego ryzyka deprecjacji emitowanej waluty;
- spekulant pożycza tę walutę, a następnie sprzedaje ją na rynku;
- pozostali inwestorzy, obawiając się materializacji wspomnianego ryzyka, przyłączają się do sprzedaży waluty, doprowadzając do silnego spadku jej kursu;
- wówczas spekulant odkupuje walutę po niższej cenie i zwraca uprzednio zaciągniętą pożyczkę;
- różnicę inkasuje jako swój zysk.

Przeprowadzenie walutowego ataku spekulacyjnego wiąże się jednak z wieloma czynnikami ryzyka:
- wspomniany kontekst makroekonomiczny lub polityczny może okazać się zbyt mało istotny, aby wywołać wyprzedaż danej waluty wśród dużego grona inwestorów;
- bank centralny emitujący daną walutę może stanąć w jej obronie, kupując ją za posiadane rezerwy walutowe;
- płynność rynku może być tak duża, że sprzedaż dużej ilości waluty może nie wywołać istotnego wpływu na jej kurs walutowy.

## Regulacje prawne w Polsce
Spekulacja jako szkodnictwo gospodarcze była tępiona przez władze PRL. 25 października 1944 r. został wydany dekret PKWN o zwalczaniu spekulacji wojennej, zastąpiony ustawą z dnia 2 czerwca 1947 r. o zwalczaniu drożyzny i nadmiernych zysków w obrocie handlowym.
W Polsce w czasach PRL dnia 13 lipca 1957 roku sejm II kadencji uchwalił ustawę o zwalczaniu spekulacji i ochronie interesów nabywców oraz producentów rolnych w obrocie handlowym, która została uchylona ustawą z dnia 20 maja 1971 r. wprowadzającą Kodeks wykroczeń. W dniu 25 września 1981 r. uchwalono ustawę o zwalczaniu spekulacji. Ustawę tę uchyliła ustawa z dnia 5 lipca 1990 r.